# Pséudolo
Pséudolo o El impostor (Pseudolus) es una obra de teatro de Plauto, comediógrafo latino dedicado a la fábula paliata.

## Introducción
La obra trata el tema de la separación y unión de dos enamorados, con el engaño del personaje que impedía que se reunieran. La acción se desarrolla en una calle de Atenas, delante de las casas de Simón, padre del joven Calidoro, y del lenón Balión. A la derecha de la escena se encuentra la salida al foro, mientras que la salida del lado izquierdo da acceso a las afueras de la ciudad y a la casa de Califón y Carino. 
Se desconoce el original griego en el que se basa Pséudolo, ya que del prólogo, donde debía darse alguna referencia de éste, únicamente se han conservado dos versos. La didascalia, que se conserva tan solo en el palimpsesto Ambrosiano, permite datar la obra en el año 191 a. C., gracias a que proporciona el nombre de Marco Junio, por entonces pretor urbano. Esta comedia, como otras 18 obras plautinas, tiene un breve resumen de la comedia escrito en forma de acróstico (el título se forma con la primera letra de cada frase); también presenta, como otras seis obras, un segundo argumento anacróstico.

## Personajes
Véase Personajes comunes de la comedia romana
Véase Personajes típicos de la comedia plautina

### Principales
- El esclavo[2] PSÉUDOLO (PSEVDOLVS SERVVS): es el verdadero protagonista de la obra, el motor de la acción; está dispuesto a ayudar de cualquier manera a su joven amo, diseñando trampas brillantes y estratagemas, pues es persuasivo y un hábil orador; se distingue de las otras figuras plautinas de esclavos especialmente por su locuacidad y su desvergüenza. Representa el tipo de servus callidus[3] plautino, y es un ejemplo de “nombre parlante” (su nombre, «Pseudolus», significa «mentiroso»).

- El joven Calidoro (CALIDORVS ADVLESCENS): amo de Pséudolo. Es un aparente protagonista de la comedia, pues los acontecimientos discurren según su deseo de conseguir a una muchacha.

- El lenón BALIÓN (BALLIO LENO): se podría definir como el antagonista. Es amo de varias prostitutas[4] (entre ellas, la que ama Calidoro), tiene una actitud soberbia y arrogante, y está obsesionado con la idea de poseer bienes materiales, lujo y dinero.

- El viejo SIMÓN (SIMO SENEX): padre de Calidoro y amo de Pséudolo. Desempeña el papel de viejo avaro y severo (aunque no tanto como el lenón: éste debe resultar más antipático que el padre avaro, que, a pesar de todo, el único defecto que tiene es ser un poco huraño).

- La meretriz FENICIA (PHOENICIVM MERETRIX): es la joven amada por Calidoro; propiedad de Balión, es vendida a un mercenario macedonio. Aunque no interviene en la acción, desempeña un papel clave en la trama de la historia.

### Secundarios
- El viejo CALIFÓN (CALLIPHO SENEX): vecino, amigo y consejero de Simón y más comprensivo que él. Siente curiosidad por conocer las cualidades de Pséudolo.

- El esclavo HÁRPAX (HARPAX SERVVS): escudero del soldado, tiene la tarea de hacerse cargo del pago de Fenicio.

- El joven CARINO (CHARINVS ADVLESCENS): amigo de Calidoro que proporciona un esclavo que su padre le había entregado.

- Un MUCHACHO (PVER).

- El COCINERO (COCVS).

- El esclavo SIMIA (SIMIA SERVVS): siervo de Carino que se encarga de engañar a Balión para conseguir que Fenicio se marche con Calidoro.

Hay además los azotadores; y las prostitutas, que no tienen papel en la comedia, pero cuyos nombres se pronuncian en ella: Heditio, Escrodora y Jistílide. Se mienta también al esclavo de Balión, Siro, que no interviene en la acción (pues es Pséudolo quien se presenta disfrazado de él ante Hárpax). Asimismo, aparecen personajes sin papel ni nombre, como los discípulos del cocinero, los esclavos y el cocinero de Balión, y un joven al servicio de éste; otros personajes sí tienen nombre, como el soldado que adquirió a Fenicio, llamado Polimarqueroplágides, la posadera Críside y el prestamista Esquines.

## Argumento
El joven Calidoro entrega a Pséudolo, el astuto esclavo de su padre, Simón, y de él, unas tablillas con un mensaje de Fenicio, su enamorada, esclava y prostituta en manos del lenón Balión: le comunica que ha sido vendida a un soldado macedonio por veinte minas. El soldado, antes de marcharse, ha dejado a cuenta quince minas y establecida una contraseña; la joven será entregada al emisario que él envíe con cinco minas y la contraseña. El día acordado para cumplir el trato es el anterior al de la fiesta de las Dionisias. Calidoro pide ayuda a su esclavo Pséudolo, quien, aunque no sabe cómo conseguir el dinero, accede a ayudarlo. 
Mientras hablan de eso, Balión sale de su casa y ordena a sus esclavos que limpien las estancias, pues va a preparar un banquete para celebrar su cumpleaños; además, recuerda a sus pupilas que exijan regalos a sus amantes. Cuando se dispone a ir al foro para adquirir los alimentos y contratar a un cocinero, se encuentra con Calidoro y Pséudolo, que han estado escuchando a escondidas y le piden que espere unos días para vender a Fenicio. Pero Balión les dice que la muchacha ya está vendida, para desesperación de Calidoro, a quien le había prometido que se la vendería a él; el joven y el esclavo insultan al lenón. No obstante, Balión les recuerda que ese es el último día que debe respetar el trato, por lo que, si nadie se presenta con el dinero para reclamar a Fenicio, está dispuesto a vendérsela a Calidoro con tal de continuar con su oficio. Cuando se marcha, Pséudolo decide cercar la domus lenonia, es decir, la casa del lenón, para lo que necesita la ayuda de una persona astuta. Calidoro quiere saber qué se propone, pero Pséudolo lo aleja y le pide que regrese con la persona indicada.
Mientras Pséudolo explica en forma de monólogo lo que ha ocurrido hasta el momento y declara su falta de recursos, llegan Simón, el severo padre de Calidoro, y su amigo Califón, un anciano, por el contrario, comprensivo. El esclavo, escondido, escucha las quejas de Simón sobre el comportamiento de su hijo, pues toda Atenas murmura acerca de él. Al percatarse de la presencia de Pséudolo, Simón le obliga a confesar lo que sabe a partir de los rumores; pero el esclavo afirma que será el propio anciano quien le dará el dinero para rescatar a Fenicio; además, asegura a Simón que engañará a Balión y se apuesta con su amo las veinte minas que necesita a que lo conseguirá. Estos dos actos los llevará a cabo antes del fin del día. 
Solo de nuevo, Pséudolo habla al público de las hazañas que pretende realizar, pero no aclara de qué manera lo conseguirá, porque, por el momento, no ha urdido plan. Para poner en orden sus ideas, entra en casa de Simón.
Ya en el exterior, en un magnífico canticum, asegura engreído al público que cumplirá todos sus propósitos de manera favorable. Entonces ve aparecer a un personaje desconocido. El nuevo personaje es Hárpax, el esperado escudero del soldado macedonio que compró a Fenicio, y llega para cumplir lo acordado con el lenón y llevarse a la meretriz. Pséudolo, haciéndose pasar por Siro, esclavo de Balión, consigue del emisario la contraseña (aunque el dinero, no), y le promete llamarlo cuando regrese Balión del foro, pues Hárpax, que prefiere cerrar el trato con el lenón en persona, quiere esperarlo en una posada de las afueras de la ciudad. 
Pséudolo, ya solo, se alegra de la suerte que ha tenido al conseguir la carta, con la que conseguirá sus propósitos. 
Calidoro regresa acompañado de Carino, un amigo; Pséudolo ya no lo necesita, pero le pregunta si puede conseguir algún esclavo que nunca haya estado en Atenas, y le pide que ese esclavo se disfrace de caminante. Carino le ofrece un esclavo que le ha dado su padre. Pséudolo no les da más detalles del plan.
Balión vuelve del foro trayendo consigo a un cocinero contratado. Balión advierte a sus esclavos de que no se fíen del cocinero. 
Entran en la casa del proxeneta Pséudolo y Simia, el esclavo de Carino, disfrazado de escudero, pues debe representar el papel de Hárpax. Cuando sale Balión, Pséudolo se esconde y deja actuar a Simia, que le entrega al lenón la carta con la contraseña y las cinco minas que faltaban del pago. Balión le entrega a Fenicio, que sale de escena con Simia y Pséudolo.
Balión sale de su casa aliviado, porque cree que ha podido entregar a la muchacha sin que lo haya engañado Pséudolo. Entonces regresa del foro Simón para saber si su esclavo ha conseguido burlar al lenón. Balión lo recibe muy alegre y le asegura que están a salvo las veinte minas que Pséudolo había apostado con Simón si hubiese conseguido robarle la muchacha a Balión o dársela a Calidoro. Además, se apuesta con Simón otras veinte minas a que Pséudolo no lo conseguirá; el anciano, que no sabe lo que ha sucedido antes, acepta. Así pues, Balión le informa de que ya le ha entregado la joven al emisario del soldado. Precisamente en ese momento aparece el verdadero Hárpax, y el lenón y el anciano creen que lo ha enviado Pséudolo para engañar al primero. Tras varios malentendidos, se dan cuenta de que es el verdadero Hárpax, por lo que Balión se desespera: no sólo va a tener que devolver las quince minas al soldado, sino que además tendrá que pagar otras veinte a Simón. Balión sale de escena anunciando al público que no le verán volver a entrar, pues su cumpleaños se ha convertido en el día de su funeral. 
Simón, admirando a Pséudolo, regresa a casa para buscar el dinero que le debe a este por ganar la apuesta, aunque espera que el esclavo le perdone parte del pago. Llega entonces el héroe, Pséudolo, ebrio y cantando, que viene del banquete por el rescate de Fenicio. Simón discute con Pséudolo, que al final le promete devolverle una parte si accede a reconciliarse con él e ir al banquete.

## Valoración crítica
El Pséudolo es una de las mejores comedias de Plauto, si no la mejor, además de ser unas de las más reelaboradas y personales del autor: Cicerón (De senectute, 14.50) nos dice que el propio Plauto tenía predilección por esta comedia: quam gaudebat bello suo Punico Naevius! Quam Truculento Plautus, quam Pseudolo!, «¡Cuánto disfrutaba Nevio con su Guerra púnica, cuánto Plauto con su Truculento, cuánto con su Pséudolo!». La acción no se desarrolla de manera continuada, sino que transcurre en escenas individualizadas (algunas de ellas incluso retrasan la acción, como la de Balión con el cocinero) que tienen valor por sí mismas, lo que permite al autor desarrollar los efectos de manera especial. Destaca también la gran variedad métrica y musical de la obra, con la combinación de diálogos, recitativos y cantos líricos a una voz (los monólogos), a dos y a tres voces (como la escena séptima del acto cuarto entre Hárpax, Balión y Simón). Otro aspecto destacable son los continuos recursos metateatrales a que recurre el autor; por otra parte, en algunas ocasiones Plauto utiliza expresiones en griego.

## Posteridad
Aunque esta comedia posee reconocidos valores, no ha tenido mucha influencia en escritores posteriores. Aun así, se suelen citar como testimonios deudores La Sérénade (1694) de J.-F. Regnard, algunas escenas de una comedia del danés L. Holberg y un esbozo de G. E. Lessing. También La trappolaria (1561) de G. B. della Porta se inspira en el Pseudolus. Por lo que respecta al cine, encontramos A Funny Thing Happened on the Way to the Forum (en español, Golfus de Roma) de Richard Lester, la versión cinematográfica de un musical de Broadway; gran parte del argumento de esta película y la mayoría de los personajes están inspirados en el Pséudolo.